# Zandtbach
Der Zandtbach ist ein etwa 9 km langer rechter Zufluss der Fränkischen Rezat in Mittelfranken.

## Etymologie
Der Name setzt sich aus dem in Franken häufigen Flurnamen -ze und dem eindeutigen -bach zusammen. Der Bach hatte somit ursprünglich keinen eigenen Namen, sondern war ein kleines Fließgewässer in einer bestimmten Flur. An einer Stelle, an der der Bach durchwatet wurde, entstand der nach dieser Stelle benannte Ort Wattenbach.

## Geographie

### Verlauf
Der Zandtbach entspringt südlich Zandt aus einem kleinen Weiher. Er fließt überwiegend in nordöstlicher Richtung über an mehrere Mühlen vorbei. Er berührt die Lichtenauer Ortsteile Gotzendorf, Wattenbach, Fischbach, Wattenbach.und Rückersdorf. Er mündet bei der Schlauersbacher Kunstmühle in die Fränkische Rezat.

### Zuflüsse
Hierarchische Liste der Zuflüsse, jeweils von der Quelle zur Mündung. Auswahl.
- Rosenbächlein (links)
- Roßbächlein (links)
  - Herrenbächlein (links)
- Moosbach (links)
- Weihergraben (rechts)
- Forstgraben (links)
  - Weihergraben (links)
- Ballmannshofer Graben (links)
- Wöltendorfer Graben (rechts)

## Mühlen
Die Wasserkraft des Zandtbachs wurde bis ins 20. Jahrhundert für fünf Getreidemühlen und eine Hammerschmiede genutzt.
| Mühle                                                            | Ort                                                              | Höhe (m) | Mühlenbetrieb bis      | Aktuelle Nutzung            | Bild |
| ---------------------------------------------------------------- | ---------------------------------------------------------------- | -------- | ---------------------- | --------------------------- | --- |
| Ursprung des Zandtbachs bei Zandt                                | Ursprung des Zandtbachs bei Zandt                                | 450      |                        |                             | |
| Zandtmühle                                                       | Lichtenau - Unterrottmannsdorf                                   | 426      | 1972                   | Backbetrieb                 | Zandtmühle (Februar 2017) |
| Weidenmühle                                                      | Lichtenau - Unterrottmannsdorf                                   | 414      | 1970                   | Landwirtschaft              | Bild gesucht Die Wikipedia wünscht sich an dieser Stelle ein Bild vom hier behandelten Ort. Falls du dabei helfen möchtest, erklärt die Anleitung , wie das geht. BW |
| Gotzenmühle                                                      | Lichtenau - Wattenbach                                           | 408      | 1972                   | Landwirtschaft, Gastronomie | Zandtmühle (September 2010) |
| Erlenmühle                                                       | Lichtenau - Wattenbach                                           | 402      | 1954                   |                             | Erlenmühle |
| Wattenbacher Mühle                                               | Lichtenau - Wattenbach                                           | 398      | noch in Betrieb (2013) | Getreidemühle               | Bild gesucht Die Wikipedia wünscht sich an dieser Stelle ein Bild vom hier behandelten Ort. Falls du dabei helfen möchtest, erklärt die Anleitung , wie das geht. BW |
| Hammerschmiede                                                   | Lichtenau - Fischbach                                            | 386      | 1887                   | Wohngebäude                 | Hammerschmiede |
| Mündung des Zandtbachs in die Fränkische Rezat bei Schlauersbach | Mündung des Zandtbachs in die Fränkische Rezat bei Schlauersbach | 383      |                        |                             | |

### BayernAtlas („BA“)
Amtliche Online-Gewässerkarte mit passendem Ausschnitt und den hier benutzten Layern: Mühlen am Zandtbach

Allgemeiner Einstieg ohne Voreinstellungen und Layer: BayernAtlas der Bayerischen Staatsregierung (Hinweise)
1. ↑  Lage und Höhe abgefragt auf dem Hintergrundlayer Amtliche Karte (Rechtsklick).

### Weitere Einzelnachweise
1. ↑  Franz Tichy: Geographische Landesaufnahme: Die naturräumlichen Einheiten auf Blatt 163 Nürnberg. Bundesanstalt für Landeskunde, Bad Godesberg 1973. → Online-Karte (PDF; 4,0 MB)
2. 1 2  BayernAtlas der Bayerischen Staatsregierung (Hinweise)
3. 1 2  Verzeichnis der Bach- und Flussgebiete in Bayern – Flussgebiet Main, Seite 36 des Bayerischen Landesamtes für Umwelt, Stand 2016 (PDF; 3,3 MB)
4. ↑  Edward Schröder: Bachnamen und Siedlungsnamen in ihrem Verhältnis zu einander. In: Nachrichten von der Gesellschaft der Wissenschaften zu Göttingen. Neue Folge • Band III • Nr. 1. Vandenhoeck & Ruprecht, Göttingen 1940, DNB 365114146, S. 15.
5. 1 2  Rainer Heller: Mühlen an der Fränkischen Rezat ... von Oberdachstetten bis Georgensgmünd. nebst umfassender Darstellung aller Mühlen in der Marktgemeinde Lichtenau. Hrsg.: Rainer Heller. 1. Auflage. Ansbach 2013.